# San Pablo Villa de Mitla (kommun)
San Pablo Villa de Mitla är en kommun i Mexiko.   Den ligger i delstaten Oaxaca, i den sydöstra delen av landet, 400 km sydost om huvudstaden Mexico City.
Följande samhällen finns i San Pablo Villa de Mitla:
- San Pablo Villa de Mitla
- San Miguel Albarradas
- San José del Paso
- El Tequio
- Lomas del Pedregal